# Jan Matejko

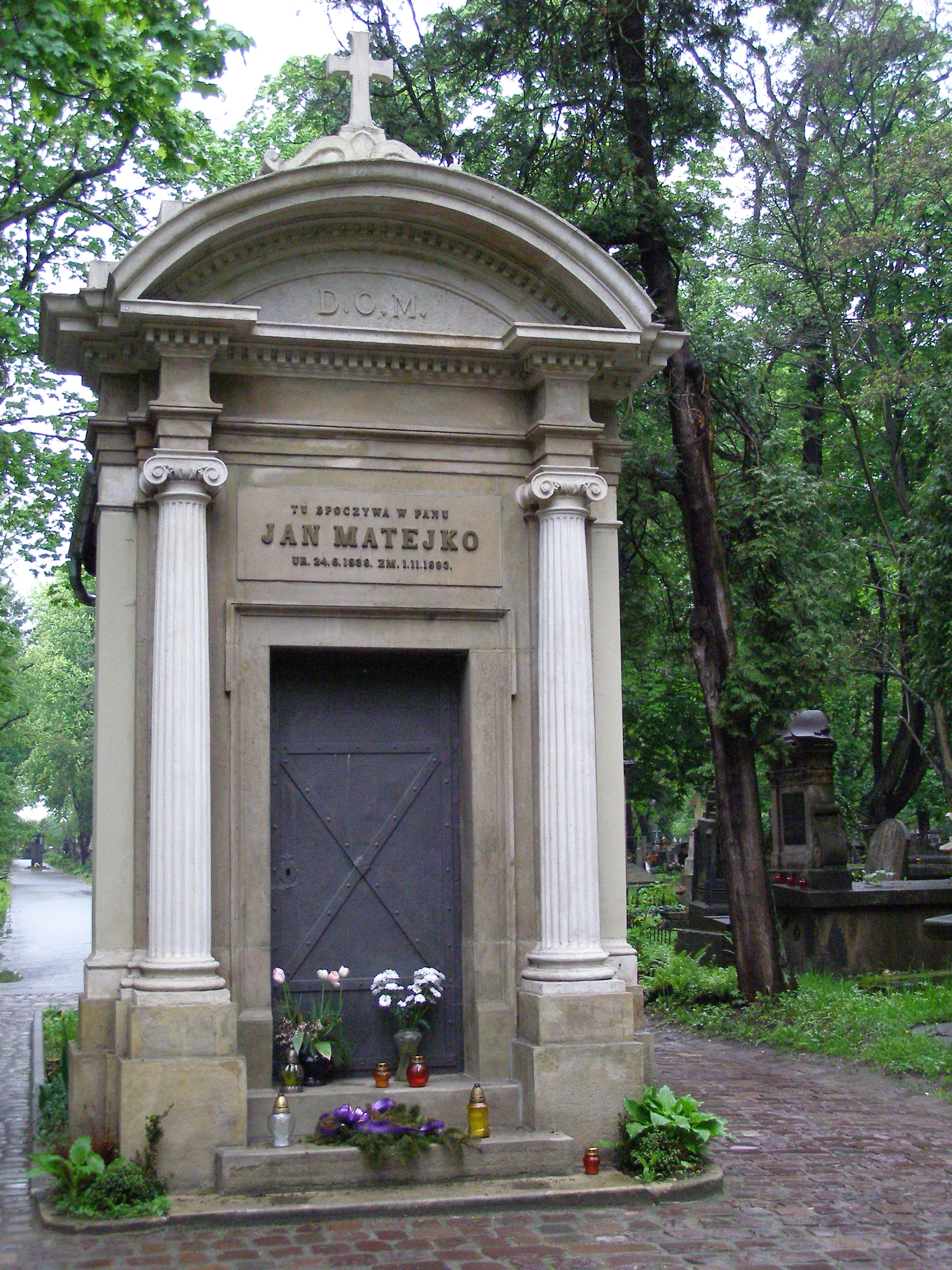
Tumba de Jan Matejko en el Cementerio Rakowicki.

Jan Alojzy Matejko (Cracovia, 28 de junio de 1838-Ibíd., 1 de noviembre de 1893) fue un pintor polaco. Considerado como el mejor pintor de historia polaca de todos los tiempos, es célebre por sus obras en que representa los grandes personajes y acontecimientos de la historia polaca, como por ejemplo la batalla de Grunwald.

## Biografía
Su padre, Franciszek Ksawery Matejko, era originario de Hradec Králové, en la actual República Checa, y se instaló en Galitzia como maestro de música, trasladándose luego a Cracovia, donde contrajo matrimonio con Joanna Karolina Rossberg, nacida en una rica familia germano-polaca.
Jan fue el octavo de los once hijos del matrimonio. Desde su más tierna edad desarrolló un talento fuera de lo común para las artes plásticas, lo que le permitió continuar en la escuela a pesar de sus carencias en otras materias. Nunca aprendió ninguna lengua extranjera e incluso tuvo dificultades con el polaco. Por ello, le molestaba efectuar apariciones en público.
Jan Matejko sobrevivió al bombardeo de Cracovia por los austríacos en 1848, al igual que a la llamada Insurrección de enero, en la que no pudo tomar parte por motivos de salud, aunque apoyó monetariamente y transportó armas para los rebeldes a Goszcza. Las derrotas sufridas por Polonia le empujaron a abandonar la pintura religiosa, su vocación inicial, en favor exclusivamente de la pintura de tema histórico.
A pesar de la oposición de su padre, entra en 1852 en la Escuela de Bellas Artes de Cracovia, en la que estudia hasta 1858. En 1864, se casó con Teodora Giebułtowska, con la que tuvo cuatro hijos: Beata, Helena, Tadeusz y Jerzy. Su última hija, Regina, falleció con muy corta edad.
Es el creador del imaginario histórico polaco, y en sus cuadros aparecen a menudo personajes que en realidad no participaron en los acontecimientos retratados (como Hugo Kołłątaj o el general Wodzicki en la batalla de Raclawice). Matejko se esforzaba por alcanzar una síntesis histórica y filosófica antes que por pintar simplemente los hechos históricos. 
Está enterrado en el Cementerio Rakowicki de Cracovia.

## Obras importantes
- Stańczyk (1862)
- El sermón de Skarga (1864)
- Rejtan (1866)
- The alchemist (1867)
- La Unión de Lublín (1869)
- Báthory en Psków (1872)
- Copérnico (1872)
- Suspensión de la campana Segismundo (1874)
- Batalla de Grunwald (1878)
- El Homenaje Prusiano (1882)
- Sobieski en Viena (1883)
- La batalla de Raclawice (cuadro) (1888)
- La adopción de la Constitución del 3 de mayo de 1791 (1891)
- La Historia de la civilización en Polonia (1888)

## Galería

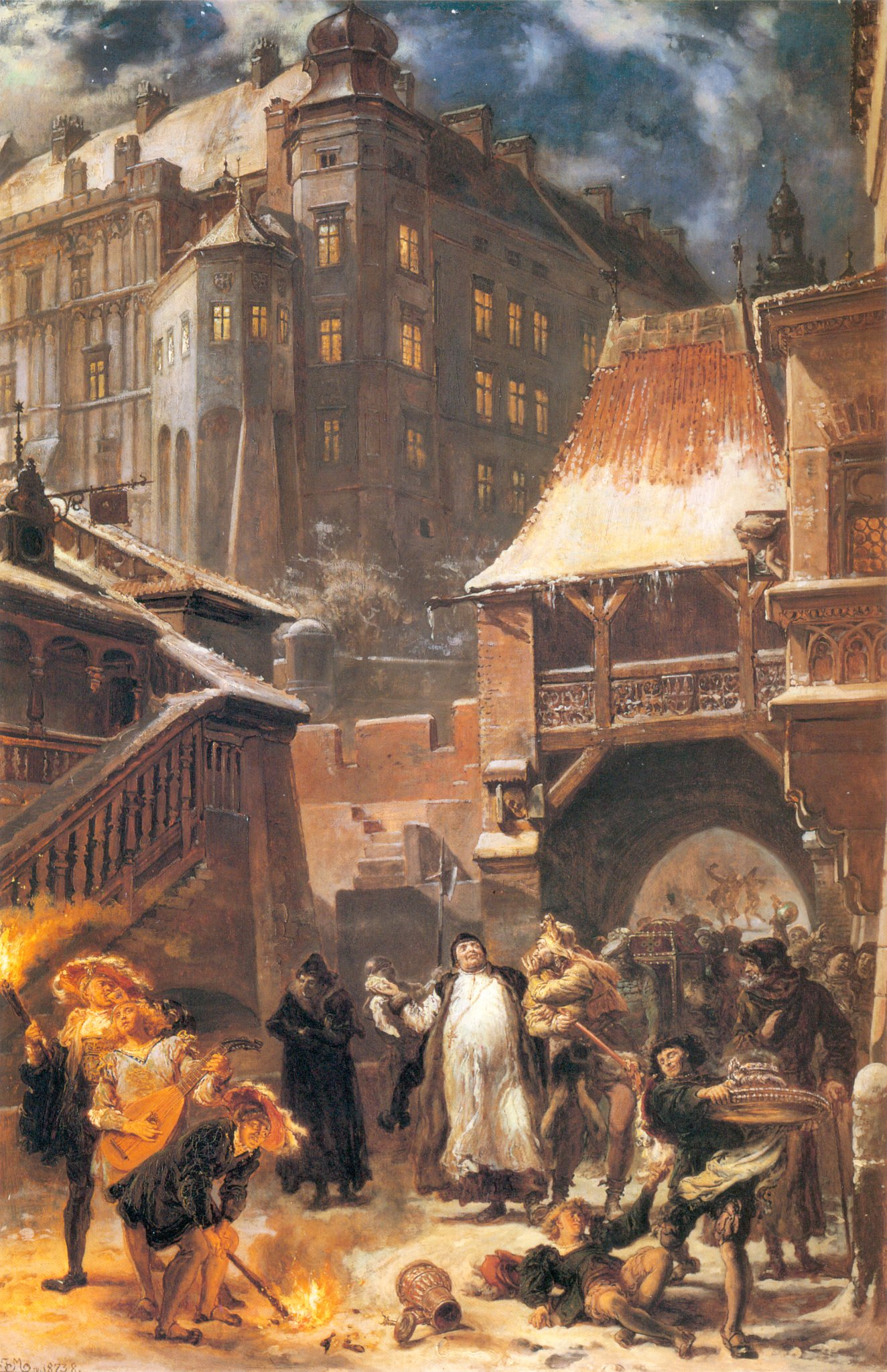
Piotr Gamrat y Stańczyk o El obispo y el bufón (c. 1873-1878).
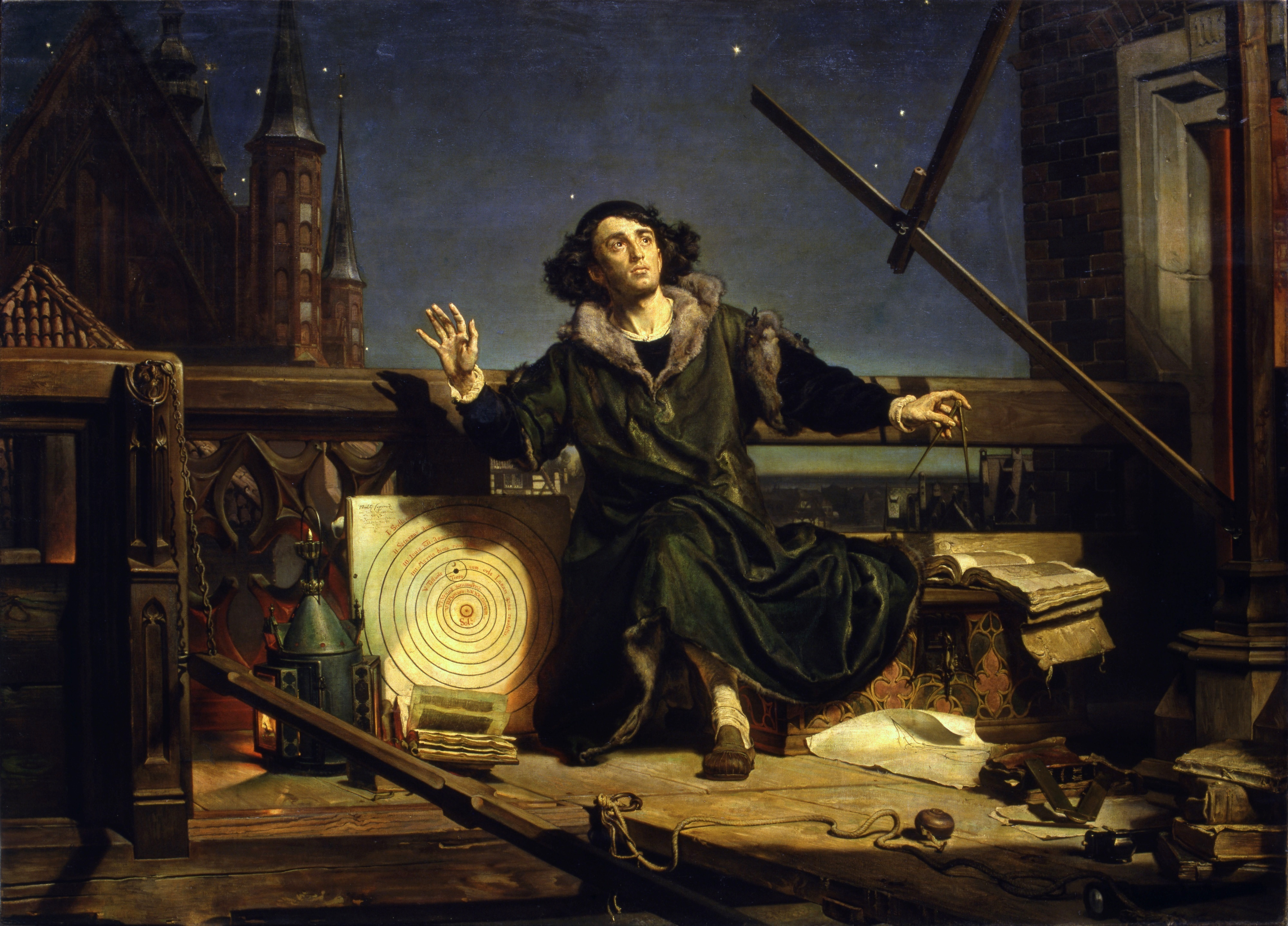
Copérnico
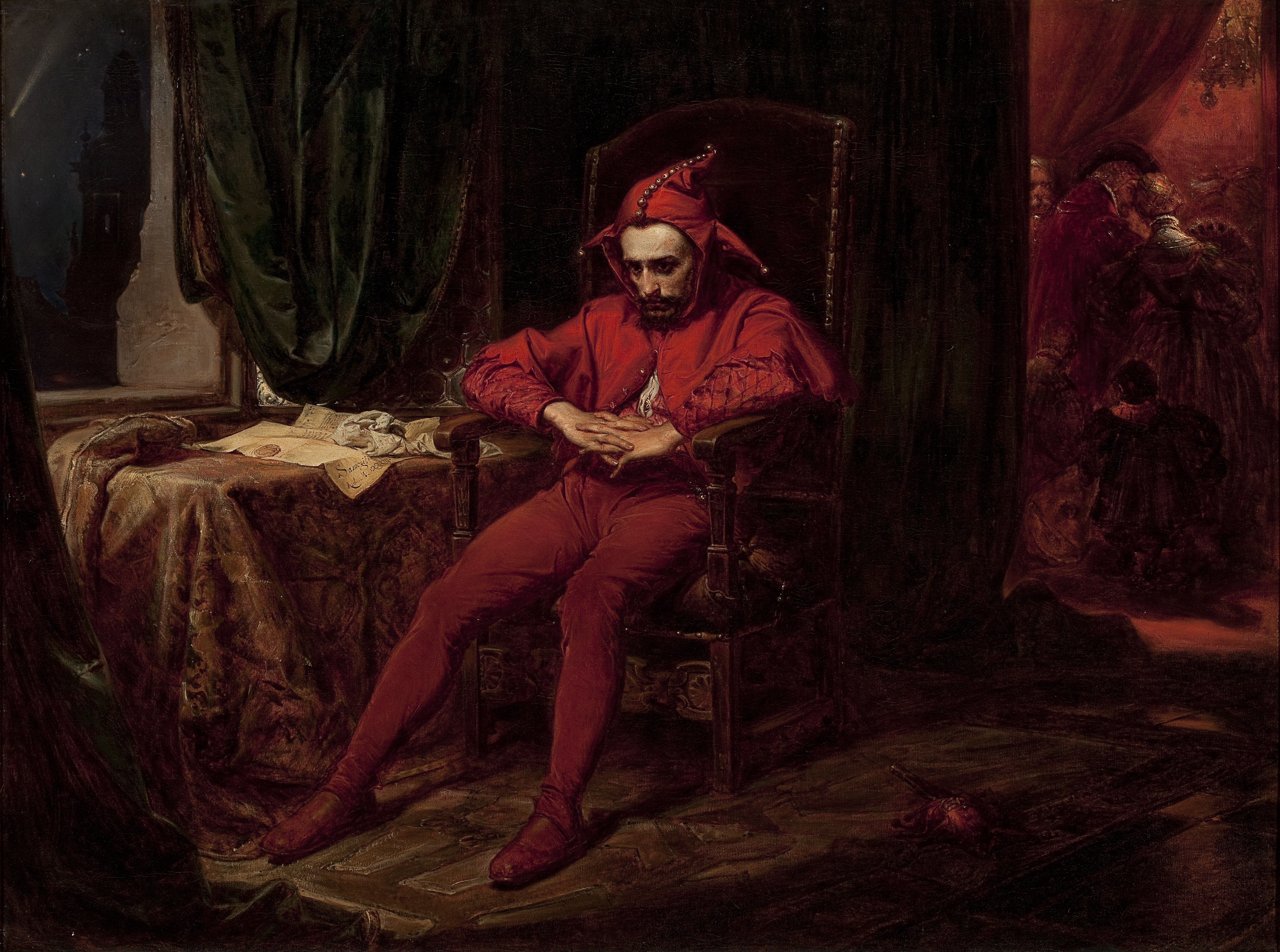
Stańczyk
La batalla de Grunwald
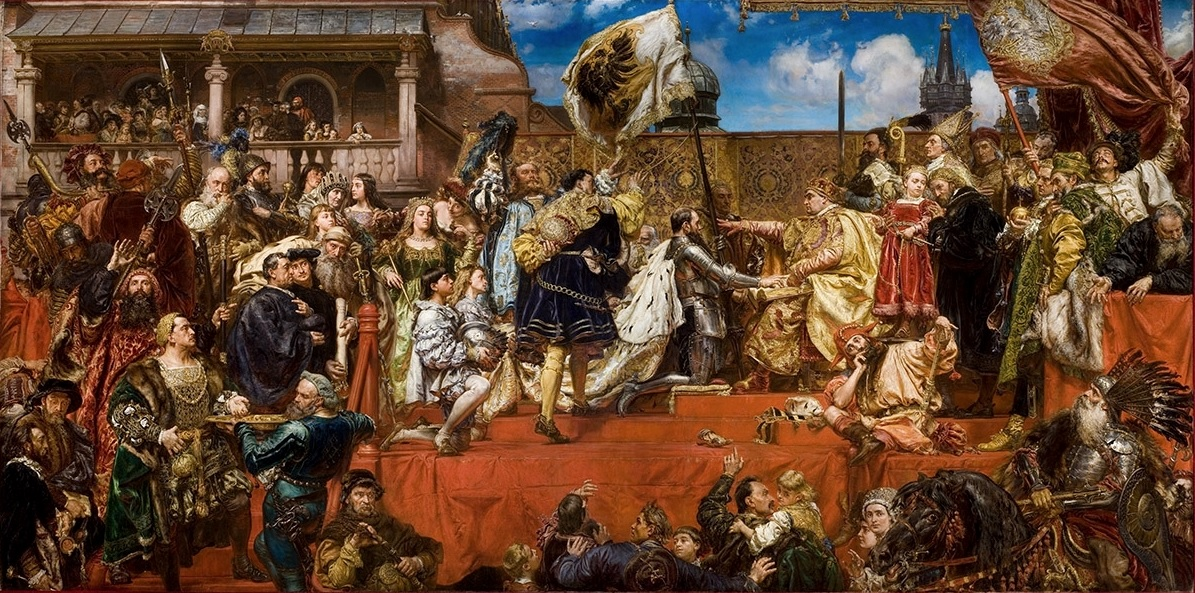
El homenaje prusiano
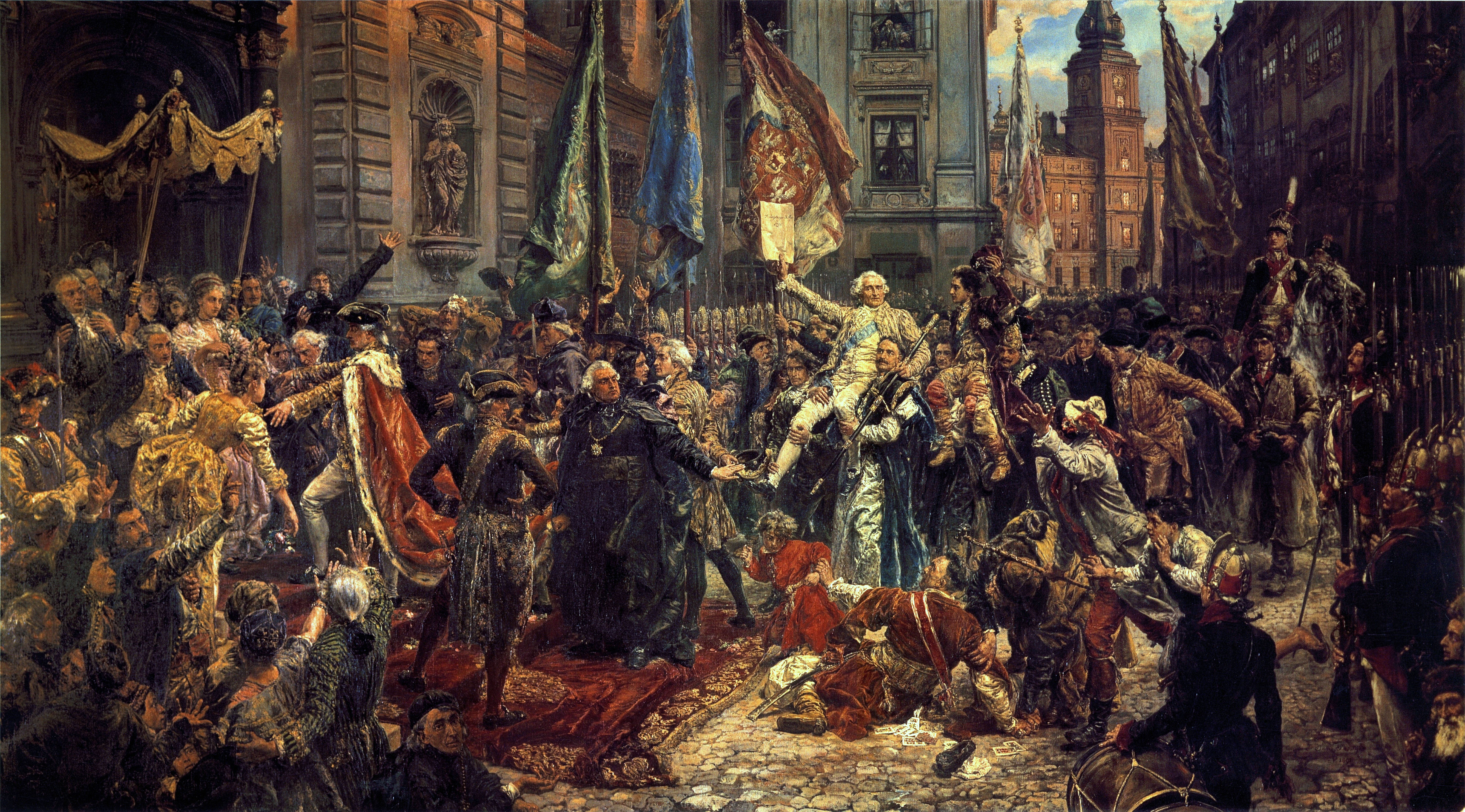
La adopción de la Constitución del 3 de mayo de 1791
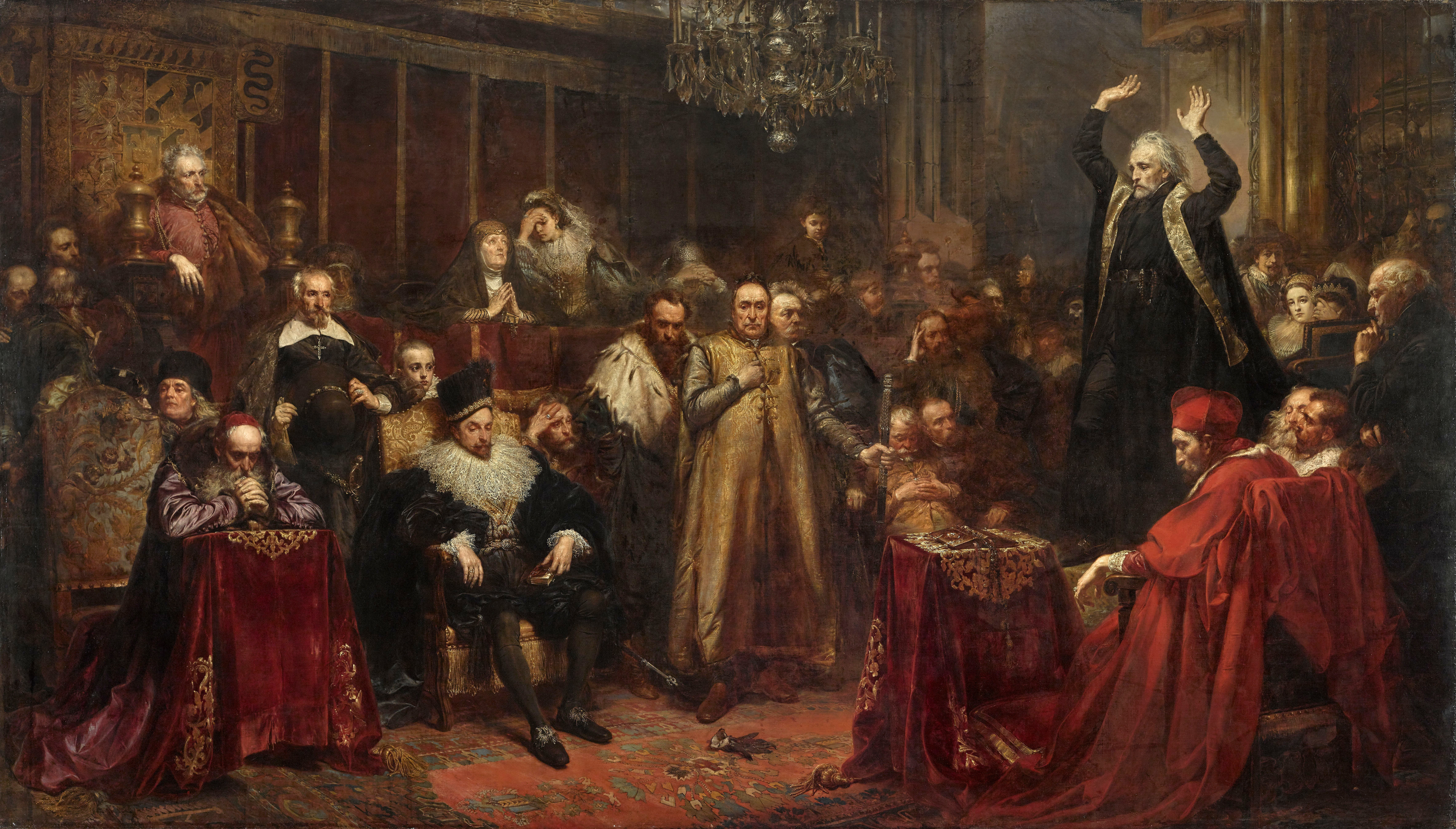
El sermón de Skarga
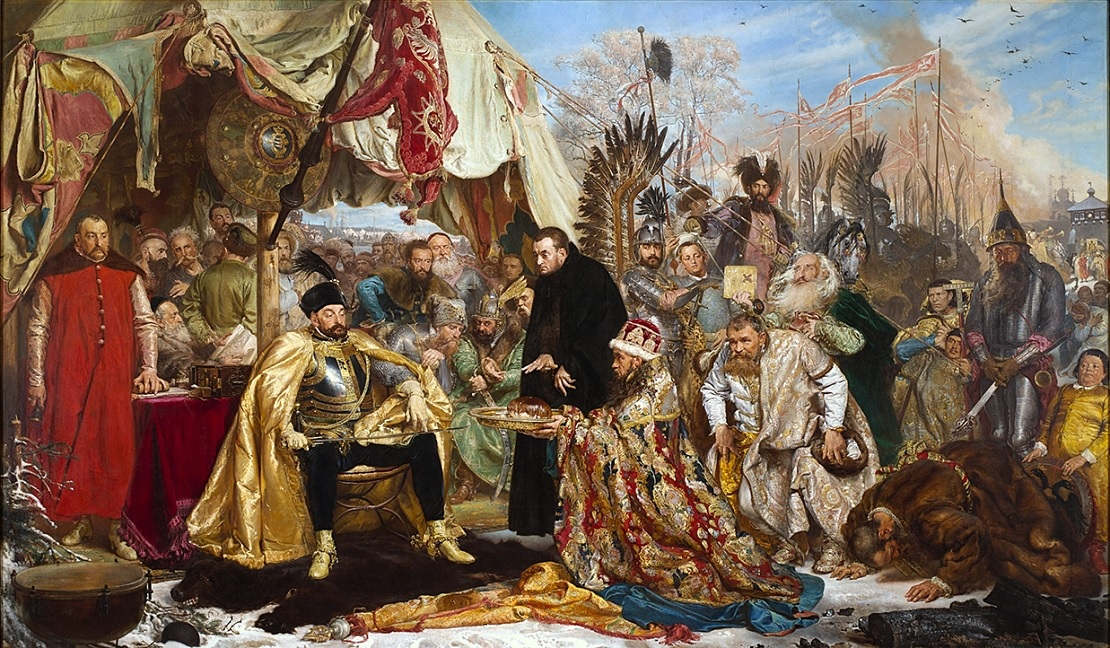
Báthory en Psków
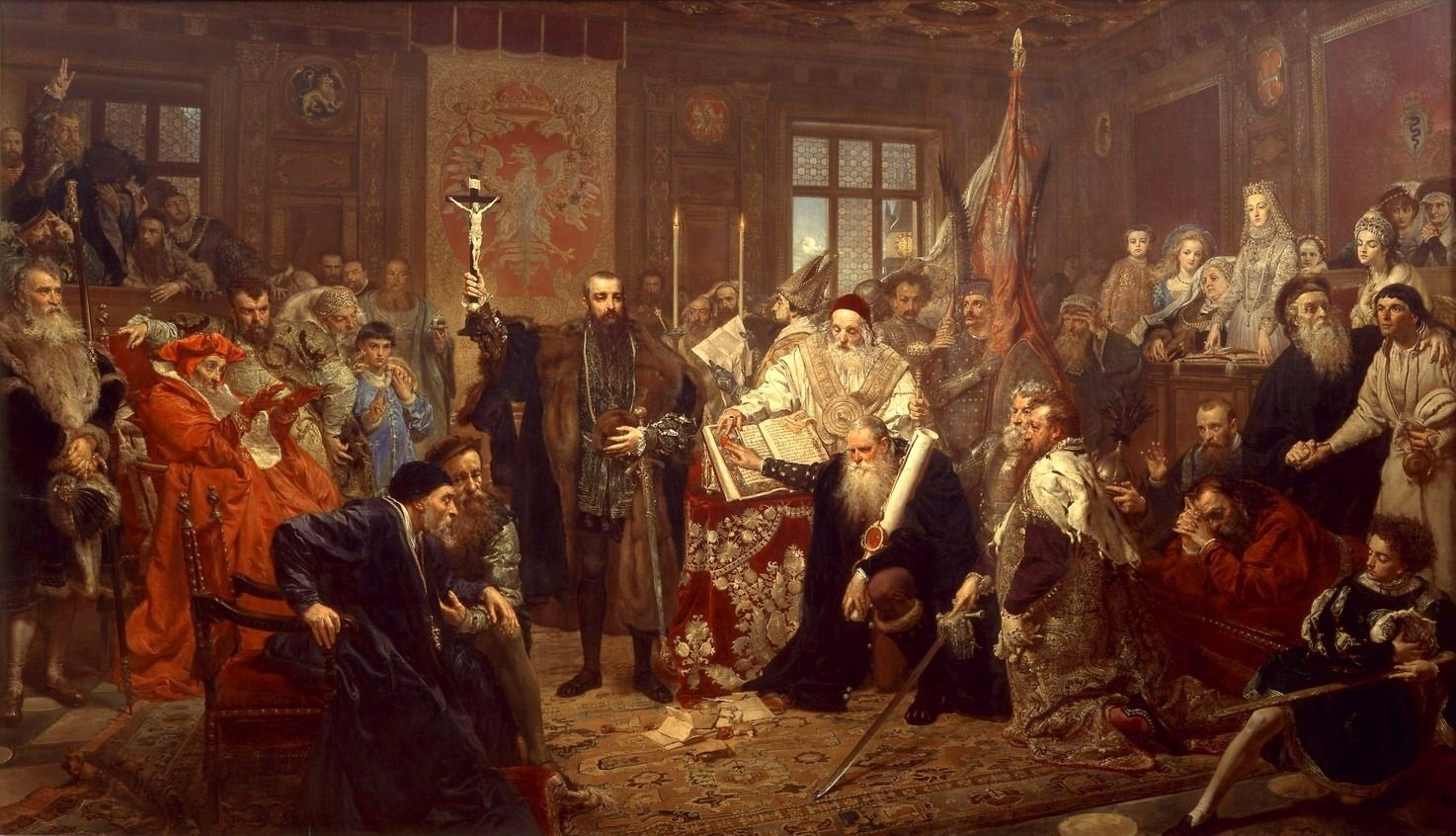
La Unión de Lublín

## Discípulos
- Maurycy Gottlieb
- Jacek Malczewski
- Józef Mehoffer
- Stanisław Wyspiański